# Pioneer Village
Pioneer Village è un comune degli Stati Uniti d'America, situato nello Stato del Kentucky, nella Contea di Bullitt.